# Кримська евакуація (1919)

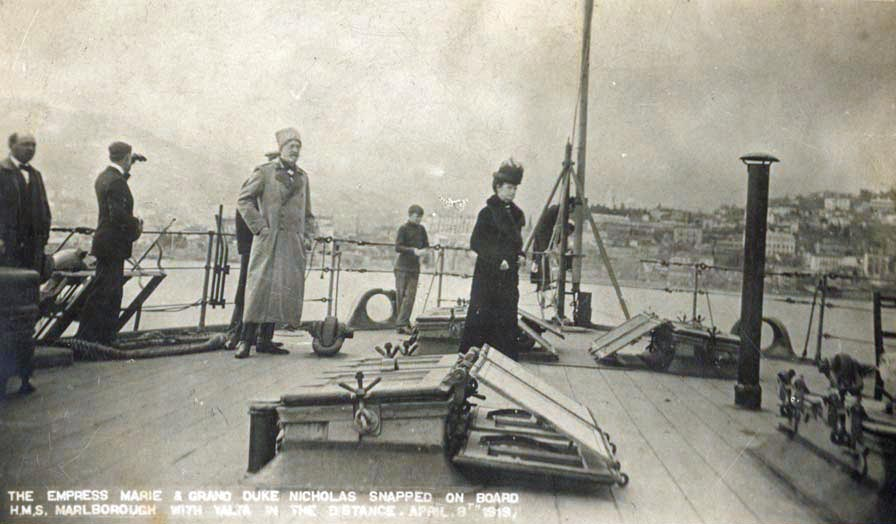
Крим, Ялта. Марія Федорівна та Микола Миколайович на борту британського лінкора «Мальборо» 11 квітня 1919 р.

Кримська евакуація (8 квітня — 29 квітня 1919 року, Крим) — масовий результат цивільного населення, військ Добровольчої армії та окупаційних військ країн Антанти . Відбулася після взяття частинами Української радянської армії під загальним командуванням Павла Дибенка укріплень Перекопа та їх просуванням усередину Криму під час Громадянської війни в Росії.
Із Севастополя евакуювався другий Кримський крайовий уряд Соломона Криму та кілька тисяч цивільних, які в основному належали до заможних класів. З Південного берега Криму Королівський Британський флот за наказом короля Георга V евакуював імператрицю, що вдовила, та інших членів будинку Романових і кілька тисяч біженців, які побоювалися повторення ексцесів Червоного терору в Криму зими 1917—1918 років.
Одночасно виводили всі сухопутні контингенти союзників Антанти в Криму, насамперед грецький і французький, знищували кораблі колишнього Імператорського Чорноморського флоту, для яких білі не змогли зібрати команд, артилерію Севастопольської бази, і вивозили військове майно. Контрольовані Добровольчою армією плавзасоби прямували до Новоросійська і порти Кавказу, союзники евакуювалися до Константинополя і далі.
Особливістю Кримської евакуації 1919 року на відміну від відомої Кримської евакуації 1920 року були скромніші масштаби. Евакуювалися тисячі біженців проти 150 000 у 1920 році. Другою відмінністю є переважання серед евакуйованих росіян цивільного населення. Війська Добровольчої армії організовано відступили на Керченський півострів та зайняли міцну оборону на Ак-Монайському перешийку під прикриттям артилерії союзної ескадри. Із Севастополя евакуювалися лише дрібні підрозділи, військові чиновники та Білий флот та його берегові підрозділи. Третьою особливістю було забезпечення морських перевезень переважно силами союзників. Ні другий Кримський крайовий уряд, ні Добровольча армія не мали у необхідній кількості суден, команд та вугілля. Білий флот також не мав команд, і половина кораблів і суден, що відводилися в Новоросійськ, йшли на буксирі. Частину евакуйованих було вивезено на комерційних пароплавах, а частину — безпосередньо на військових англійських і французьких кораблях. Як і всі ранні евакуації білих, Одеська евакуація 1919, Одеська евакуація 1920, Новоросійська евакуація, Кримська евакуація 1919 року відрізнялася панікою, плутаниною та різними ексцесами.
Евакуація та пов'язані події добре описана в емігрантській та радянській історіографії, у мемуарній літературі, але зазвичай розглядається у ширшому контексті відновлення радянської влади в Криму на 75 днів, тобто, другого приходу більшовиків, коли було оголошено Кримську соціалістичну радянську республіку.

## Передісторія
Політична влада у Криму після відходу в листопаді 1918 року кайзерівських німецьких військ належала другому Кримському крайовому уряду Соломона Крима (на північні материкові повіти колишньої Таврійської губернії його влада не поширювалася). На той момент це був один із найбільш ліберальних багатопартійних білих урядів у регіонах колишньої Росії. Він був сформований на основі результатів земських виборів і виборів до міських дум, і іноді називається земським. Своїх збройних сил він не мав і спирався на Добровольчу армію за умови її невтручання у внутрішнє управління Кримом. У відносно спокійний регіон переїхали десятки тисяч біженців із Центральної Росії — буржуазія, колишні службовці й політики, офіцери, буржуазно-ліберальна інтелігенція. Діяла відносна свобода преси (крім прямої більшовицької та анархістської агітації), професійні спілки.

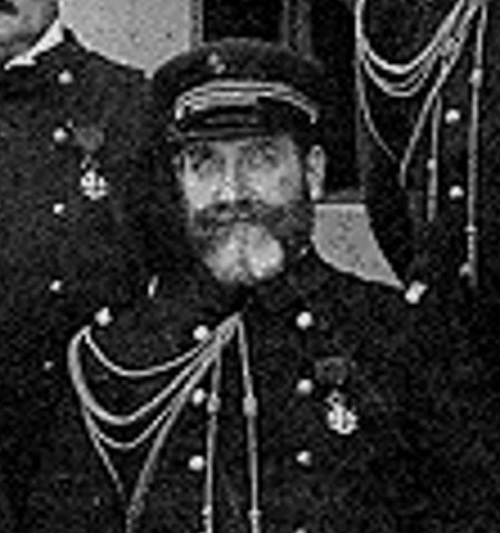
Адмірал Ж. Амет, командувач французької ескадри

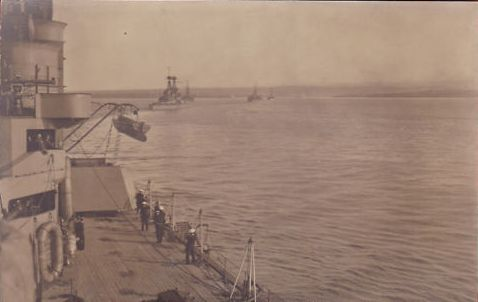
HMS Superb (1907) та кораблі ескадри союзників входять до бухти Севастополя в листопаді 1918

На території Криму були французькі війска, включаючи тубільні частини сенегальців, командувачем у Криму був полковник Труссон. Висадилися і грецькі війська у складі 2-го полку ΧΙΙΙ грецької дивізії загальною чисельністю до 2000 чоловік. У портах Криму і на головній базі в Севастополі перебували потужні, що включали, зокрема, лінійні кораблі, англійська і французькі ескадри, які базувалися на Константинополь. Але їхній флот на останньому етапі не стільки допомагав Білому флоту Денікіна, скільки намагався не допустити потрапляння колишніх кораблів Імператорського Чорноморського флоту, артилерії баз і колосальних військових припасів до рук більшовиків. Тому вже вдруге після німців уцілілі після потоплення в Новоросійську російські кораблі викрадали в іноземні порти, топили, підривали механізми, вивозили запаси і майно. У зв'язку із загальною втомою від війни, незрозумілими солдатам цілями окупації та успішною більшовицькою агітацією війська інтервентів стали стрімко розкладатися. Це закінчилося Чорноморськими повстаннями на французькому флоті.
Під час контролю Криму до осені 1918 року німці не дозволяли розгортати на контрольованій території збройні структури Добровольчої армії. Після відходу німецьких військ у листопаді 1918 року в Криму було створено Кримський центр Добровольчої армії та розпочалося формування 4-ї піхотної дивізії (Кримський загін), командир генерал-майор А. В. Корвін-Круковський. Командувачем силами Доброармії у Криму був генерал-майор барон Микола де Боде. Було сформовано Кримсько-Азовський корпус. Хоча на території Криму були десятки тисяч колишніх офіцерів, боєздатні частини Доброармії були дуже нечисленні. Крим вважався тиловим та малозначним у військовому відношенні районом. Пізніше Боде змінив посаді генерал-лейтенант Олександр Боровський. У Севастополі 12 березня 1919 року він провів зустріч із Верховним комісаром Франції на Півдні Росії генералом Луї Франше д'Еспере. Той обіцяв посилити Добровольчу армію грецьким контингентом і зажадав від неї активніших дій у Північній Таврії. Участь французьких частин на фронті не обіцяли. Весь французький контингент (оціночно до 20000 рахуючи з моряками ескадри) знаходився в Севастополі.
Французьке суспільство втомилося від війни. 29 березня 1919 року Жорж Клемансо (що за сумісництвом обіймав посаду військового міністра) видав директиву про Одеську евакуацію та відведення військ союзників на лінію Дністра, а маршал Фердинанд Фош оголосив у французькому парламенті, що «з цього дня жоден французький солдат більше не буде відправлений до Росії, а ті, хто зараз служать там, повертатимуться». 3 квітня 1919 року кабінет Клемансо був відправлений у відставку. Французька Палата депутатів відмовила у продовженні кредитування французьких військових операцій у Росії.
За спогадами міністра крайового уряду Петра Бобровського, з певного моменту воно мало сподівалося на те, що Добровольча армія захистить Крим: «велика кількість офіцерів наполегливо відхилялася від відправлення на фронт, воліючи бити навколо штабів. На фронті, за нашими відомостями, були нікчемні сили».
Інженерні загородження були виконані повному обсязі. Начальник штабу севастопольської фортеці Федір Рерберг писав: «Поки була надія на успіх, Катеринодарське та Сімферопольське начальство дуже холоднокровно ставилося до наших пропозицій про зміцнення та озброєння гарматами Кане Перекопських та Чонгарських позицій; з нас сміялися, наші пропозиції відкидали…».
Обстеживши місцевість, командири Сімферопольського офіцерського полку переконалися, що існування Перекопських укріплень із кількома рядами дротяних загороджень виявилося міфом. «Лише на лівому фланзі у „Кордона“ знайшли зімкнутий окоп для стрілянини стоячи з трьома рядами дроту і трохи на схід інший окоп. Більше нічого на всій лінії». Командир полку доповів про це начальнику 4-ї піхотної дивізії генералу Олексію Корвін-Круковському та начальнику штабу полковнику Георгію Дубяго. Ті були « більш ніж вражені».

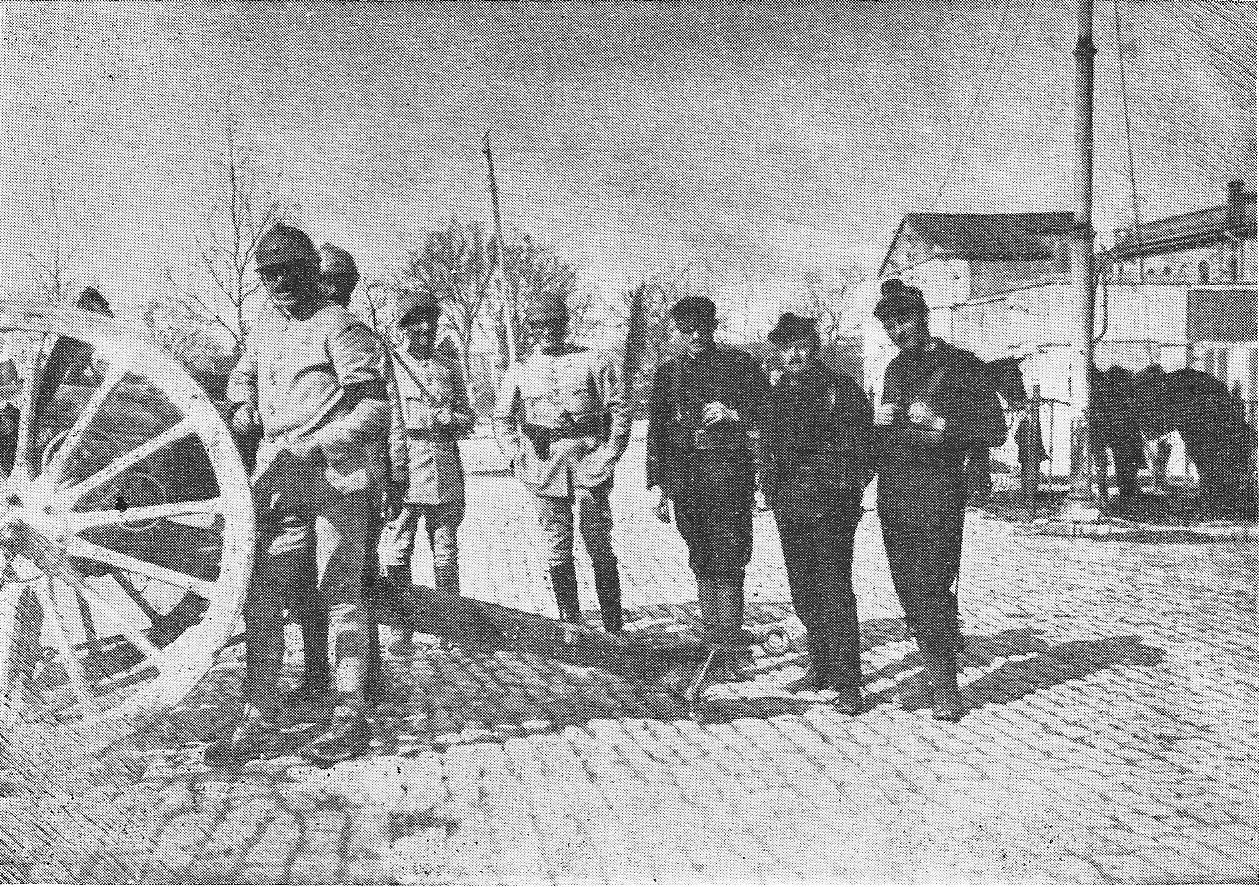
Французькі війська у Севастополі, 13 березня 1919 року

У першій половині березня частини 2-ї Задніпровської бригади зайняли станції Пришиб та Федорівка, а 14 березня 1919 року взяли Мелітополь. Через два дні червоні просунулися на 35 верст на південь від ст. Великий Утлюк. Це запобігло спробам військ Донського фронту білих з'єднатися з силами Антанти у Херсоні та портах Таврії. У 20-х числах березня 1919 р. війська 2-ї бригади підійшли до укріплених позицій білих на Чонгарському і Перекопському перешийках, де знаходилися всього 2500 денікінських і 600 грецьких солдатів. На Чонгарському перешийку зміцнився Мелітопольський офіцерський полк та інші частини 5-ї піхотної дивізії під командою генерала Матвєєва. На флангах з боку Чорного та Азовського морів знаходилися кораблі Антанти.
Данило Пасманік згадував «[Полковник] Труссон обіцяв надати допомогу добровольцям, якщо вони утримають другу лінію оборони (у озер), але після здачі цієї лінії Труссон відмовився надалі підтримувати добровольців…» французи також стали відступати до Севастополя.
5 квітня 1919 р. 1-ша Задніпровська Українська радянська дивізія (комдив Павло Дибенко) Українського фронту захопила Перекопський перешийок і мала зупинитися на вигідних позиціях, замкнувши білих у Криму, але наказу вищого командування не було. Дивізія продовжила наступ наглиб півострова. У квітні 1919 року частини 2-ї Української радянської армії прорвали зміцнення білих та інтервентів на Перекопі та опанували значну частину Криму, 29 квітня взявши Севастополь. Колишні організовано відступили на Керченський півострів і під прикриттям артилерії союзної ескадри зайняли міцну оборону на Ак-Монайському перешийку.

## Евакуація із Севастополя

### Стихійна евакуація цивільних осіб
З 10 квітня 1919 року відбувалася панічна евакуація з усього Криму і далі з Севастополя заможних верств і побоюваних репресій більшовицької влади — суддівських чинів, поліцейських, тюремних стражників, офіцерів Доброармії: "Біля Графської пристані протягом усього 10 невимовне. Сюди стікалися з усіх кінців міста підводи з речами, їхали автомобілями, екіпажами, везли домашній мотлох, солідні, дорогої жовтої шкіри валізи. Все це звалювалося тут, переносилося на катери, військові транспорти. Тут яскравіше, ніж будь-де, виявлялася паніка. Почуття чисто тваринного страху охопило всіх, хто їде: ніби не вірять вони, що вони вже в безпеці, що ще година інша, і вони попрощаються з рідною землею. <…> Лише до третьої години… дещо вщухла паніка, вже всі, кому випало з їхнього погляду щастя виїхати, перебували на своїх місцях… " писала севастопольська газета «Кримський вісник» від 11 квітня (29 березня) 1919 року.
Союзники проводили ретельне сортування охочих. Редактор газети Данило Пасманик згадував про одержання перепусток на пароплави: «Перед будівлею, де містився Base Navale (військово-морська база), стояли з ранку до вечора тисячі російських людей, чекаючи своєї черги на отримання перепустки на пароплав. французькі матроси, які ставилися до нас огидно». Сам автор домагався перепустки 4 дні.
Федір Рерберг оцінював кількість біженців, які прибули до Севастополя із Сімферополя, у дві тисячі осіб, не враховуючи тих, хто перебував у Севастополі до цього.
Крім того, за кілька днів до цього закінчилася Одеська евакуація (1919) і деяка частина кораблів та суден з евакуйованими прийшла до Севастополя.

### Евакуація другого Кримського крайового уряду

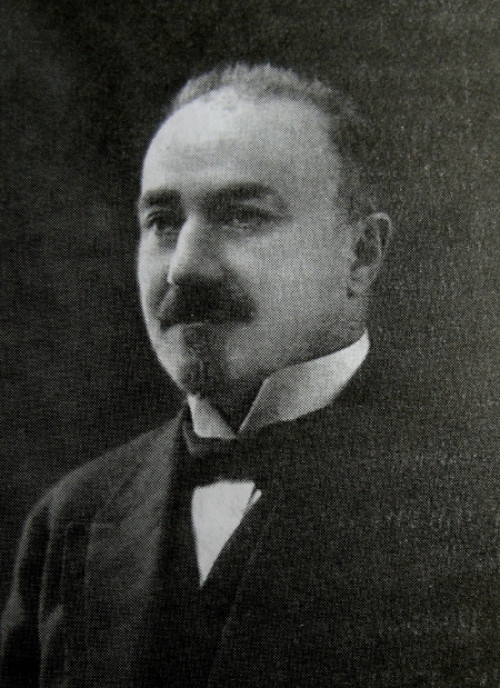
Соломон Крим — глава другого Кримського крайового уряду

Червоні частини підійшли до Севастополя 15 квітня 1919 року. Наступ на Севастополь здійснювали 3-й Таврійський полк (3011 бійців за 1750 багнетів) під командуванням Вс. Павловського та частина 4-го Задніпровського полку під командуванням начальника штабу полку М. А. Петровського. Французькі війська відмовилися чинити опір, а на трьох французьких кораблях («Мірабо», «Жан Маре», «Франс») були підняті червоні прапори. Повсталих французьких моряків обстріляли грецькі війська, але після придушення повстання всередині військ Антанти вже не було мови про те, щоб чинити опір більшовикам.
Увечері 15 квітня на грецькому пароплаві «Надія» Севастополь залишили члени другого Кримського крайового уряду, багато з них із сім'ями.
Петро Бобровський, в 1919 році міністр крайового уряду, згадував «Інше, більш тяжке почуття володіло і володіє мною при таких спогадах. Це почуття національної ганьби. Я переживав його вже не вперше. У минулу евакуацію, у квітні 1919 року, грубий і дурний французький офіцер кричав на нас, членів Кримського уряду, вимагаючи якихось неіснуючих грошей. Він же тримав нас під домашнім арештом на пароплаві. А потім панове „союзники“ не дозволили нам з'їхати в Константинополі на берег і доправили нас проти нашої волі в Афіни».
Кореспондентка московської газети «Известия» Зінаїда Ріхер-Дурова гарячими слідами писала: «…Кажуть, коли генералу Труссону донесли, що більшовики підходять до Севастополя, він не вірив: їх занадто мало тут, не посміють! Однак більшовики посміли і стали наступати з боку Більська, Лабораторної балки, Стрілецької бухти. Усе робітниче населення з радістю зустріло радянські війська і надало їм усіляке сприяння. Англійські та французькі судна відкрили вогонь, але снаряди падали за містом і більше потривожили мертвих (зоравши цвинтар), ніж заподіяли шкоди живим — убитих майже не було, поранених небагато. Усю ніч тривала рушнична перестрілка між греками, французами і повстанцями, які дійшли майже до вокзалу. Повстанці неохоче пішли з міста, отримавши наказ про відступ. Почалися мирні переговори…».

### Евакуація Білого флоту

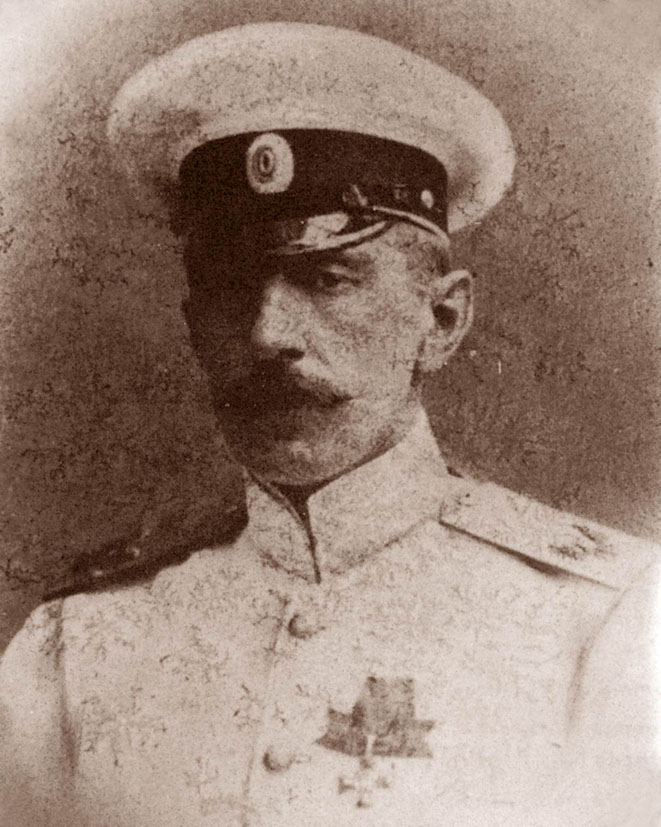
Віце-адмірал Михайло Саблін, командувач Білим Чорноморським флотом

У середині квітня 1919 року віце-адмірал Михайло Саблін отримав наказ залишити Севастополь, оскільки його втрата стала неминуча, і прискорити приготування для переходу до Новоросійська. Великий транспорт «Ріон», на якому не було команди, мав йти на буксирі та призначався для евакуації цивільних осіб. Відхід призначено на 11 квітня. На борту перебувало близько 4 тисяч пасажирів, які розташувалися по палубах і трюмах. Серед них на корабель проник агент більшовиків, який приніс у носовий трюм у валізі бомбу з годинниковим механізмом. Уже в сутінках стався великої сили вибух, що розкидав на всі боки скупчених пасажирів. Загалом 21 людину було вбито і 79 поранено, серед них жінки і діти. Командиру транспорту капітану 2-го рангу Анатолію Городиському і дев'ятьом офіцерам, які були з ним, вдалося зупинити паніку, але кілька людей стрибнуло за борт. Після наведення порядку, близько половини пасажирів, побоюючись нових вибухів, покинуло транспорт.
Кораблі, які могли рухатися під власними машинами, почали готуватися до відходу, серед них підводний човен «Тюлень». Декілька есмінців, а також підводний човен «Качка» та «Буревісник» вирішено було відвести на буксирі, їх готували офіцери «підплаву». Вранці 12 квітня червоні зайняли Балаклаву. Там, щоб уникнути захоплення, було затоплено завантажений снарядами транспорт «Батум». 15 квітня 1919 року передові частини 1-ї Задніпровської дивізії зайняли Інкерман і підійшли до Корабельної слобідки. Французькі судна відкрили по них вогонь.
Уранці на флагманський корабель французького флоту «Жан Бар» прибули парламентарі з пропозицією укласти перемир'я і нейтралізацію Севастополя з умовою, що загони Добровольчої армії та їхні кораблі будуть роззброєні. Французи дали наказ добровольцям покинути Севастополь. 16 квітня кораблі Білого флоту покинули Севастополь, першим вранці з Північної бухти під прапором адмірала Сабліна вийшов крейсер «Кагул», а останнім кораблем о 17 годині підводний човен «Тюлень». ПЛ «Утка» і «Буревісник» були виведені на буксирі пароплава «Дмитро». На борту ПЛ «Тюлень» було 35 офіцерів і 20 пасажирів. У Новоросійськ караван прийшов 18 квітня о 20.15.
При відступі військ Антанти у квітні 1919 року уникнув відведення та затоплення крейсер «Кагул» (пізніше у Білому флоті Генерал Корнілов). Капітан 2 рангу Володимир Потап'єв почав набирати команду та готувати крейсер до походу. До моменту виходу з Севастополя команда крейсера при величезному некомплекті складалася з 42 морських офіцерів, 19 інженерів-механіків, двох лікарів, 21 сухопутного офіцера, кількох унтер-офіцерів і 120 волонтерів-добровольців флоту, включаючи три десятки приданих з Євгена, які були прислані з Євангелія. складі в 570 осіб.
Транспорти та пароплави з сотнями мирних жителів у трюмах і на палубах буксирували міноносці «Жаркий», «Живий», «Поспішний», «Пилкий», «Строгий», «Свирепий» і навіть підводні човни «Качка», «Буревісник».
Передані Морським силам Півдня Росії підводні човни з неповними командами були переведені в Новоросійськ («Тюлень» на ходу, «Качка», «Буревісник» на буксирі).

### Підписання перемир'я між червоними та військами Антанти
Оскільки у французів у севастопольському доці стояв пошкоджений лінкор «Мірабо», а стан військ після Чорноморських повстань на французькому флоті не дозволяв вести бої, а червоні не мали значних сил та артилерії проти потужної ескадри, сторони уклали перемир'я. Полковник Труссон затягував переговори, щоб встигнути вивезти дорогі вантажі. За словами Труссона в порту знаходяться «колосальні запаси — на 5 мільярдів франків». Після того, як частина обладнання була відправлена до Константинополя (для цього знадобилося 31 судно), а інша частина була передана добровольцям і вивезена ними (ще на 35 суднах та 9 катерах), не було потреби більше обороняти місто.
У телеграмі Петренка від 19 квітня, призначеної для преси, умови перемир'я описувалися так: «Після триденних переговорів [з] союзним командуванням делегацією досягнуто згоди [і] укладено перемир'я [на] 8 днів до 25 квітня. Влада у Севастополі передається Ревкому, який приймає всі справи, 19 квітня підготовляється обрання Ради. Вивезення майна із міста французами забороняється. Після восьми днів, якщо рішення союзних урядів щодо подальшої долі Севастополя не з'ясується, термін перемир'я може бути продовжений; у місті вводиться червона міліція. К-р групи Кримськ. спрям. Петренко».
Позицію радянської української влади відображено в особі Голови РНК УСРР Християна Раковського « …На думку Раковського, союзники хочуть переговорами виграти час для кращої евакуації. Тому ви повинні вважатися виключно воєнними інтересами. Тов. Раковський хоче знати, чи є перемир'я неодмінною необхідністю з воєнної точки зору. Якщо союзники знищуватимуть флот, заявіть заздалегідь протест і відзначте, що всі збитки, завдані ними, повинні бути відшкодовані. Телеграму ж до Севастополя передайте негайно. Тримайте у курсі всіх переговорів. Секретар передраднаркому Мірра Гец».

### Знищення захоплених російських кораблів та бази флоту, виведення військ союзників

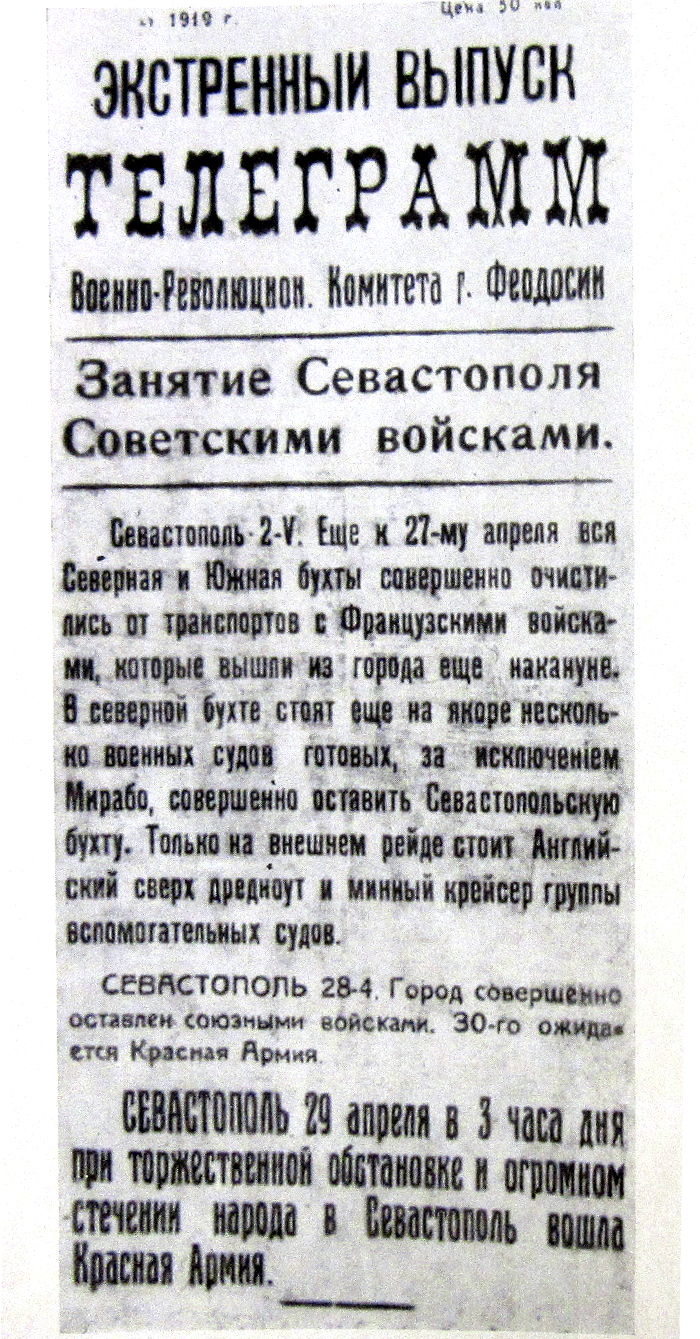
Нотатка про евакуацію військ Антанти з портів Криму у квітні 1919 року

Після підписання угоди англійські військові моряки розпочали планомірне виведення з ладу всіх російських кораблів, що залишилися у Севастополі. Було вивезено на буксирі на глибоку воду і затоплено тринадцять підводних човнів, для яких у білих не було команд. Були затоплені 26 квітня підводні човни «Кіт», «Кашалот», «Нарвал», «АГ-21», «Гагара», «Орлан», «Судак», «Лосось», «Налим», «Скат», «Короп», «Карась» і перший у світі підводний мінний загороджувач — «Краб».
Старший майстер Севастопольського морського заводу М. С. Тишин згадував: «Часто мародери вривалися в будинки мешканців, грабували все, що потрапляло під руку, тягли до себе на кораблі. Від повальних пограбувань страждало не лише цивільне населення. Вони пограбували всі наші портові склади, завантажили на кораблі і відвезли найкращі механізми, олово, бабіт та інші кольорові метали, сукна, парусину та багато іншого».
Потім настала черга надводного флоту, на лінійних кораблях «Сіноп», «Євстафій», «Іоан Золотоуст», «Пантелеймон», «Три святителі» інтервенти підірвали машини і зняли найцінніші частини. На крейсері «Пам'ять Меркурія», міноносцях «Швидкому», «Жуткому», «Заповітному», транспорті «Березань» підривні команди підірвали ходові механізми. Було знищено майно авіації флоту та літаки.
Французькі військові ще до укладення угоди почали руйнувати укріплення та озброєння Севастопольської фортеці. Закладали заряди в дульні частини гармат і підривали їх. Одночасно відбувався грабіж складів військового майна. В останніх числах квітня сухопутні союзні контингенти повністю занурилися на судна і відпливли, але сильні ескадри залишилися в акваторії Чорного моря, базуючись на Константинополь. Французький лінкор «Мірабо» із севастопольського доку, знявши плити бронепояса, відбуксирували в Константинополь.
Про закінчення боротьби за Севастополь свідчить телеграма начальника штабу 4-го Задніпровського полку М. А. Петровського до штабу 2-ї Української армії: «29 квітня о 4-й годині дня 4-й Задніпровський полк вступив до Севастополя, захоплено зустрінутий тисячними масами пролетаріату. <…> Над Севастополем і морем лунають червоні прапори. Петровський».

## Евакуація з Ялти

### Евакуація членів родини Романових англійським флотом
Ще до краху оборони Перекопу англійські союзники розглядали шанси Доброармії як слабкі. Зі спогадів графині Катерини Клейнміхель — фрейліни імператриці-вдовстви Марії Федорівни: «Я приїхала в Харакс на початку березня до призначеної Її Величністю години і бачу, що перед Палацом стоїть дуже запилений автомобіль. Козак сказав мені, що приїхав із Севастополя до Імператриці морський офіцер, а тому мені треба чекати на його від'їзд, щоб увійти до Її Величності. Пройшов Князь Долгорукий і здавався дуже стурбованим. Коли я увійшла до Імператриці, я застав її дуже схвильованою, і Вона з обуренням розповіла мені, що англійський офіцер приїхав від Адмірала [С. Гоф-Калторп ], щоб попередити Її Величність, що на найближчому фронті більшовики наближаються, що розраховувати на захист перешийка неможливо, а тому необхідно Імператриці виїхати. Адмірал надішле судно або сам приїде, щоб відвезти Її Величність».

Вранці 7 квітня в день Благовіщення до імператриці Марії Федорівни приїхав командувач британських військово-морських сил у Севастополі адмірал С. С. Гоф-Калторп. Він повідомив, що король Георг V надав у розпорядження імператриці броненосець «Мальборо» і наполягав на відплиття ввечері того ж дня. Спершу імператриця рішуче відмовилася. Насилу переконали її, що від'їзд необхідний, оскільки треба було скористатися спокійним морем, щоб завантажитися.

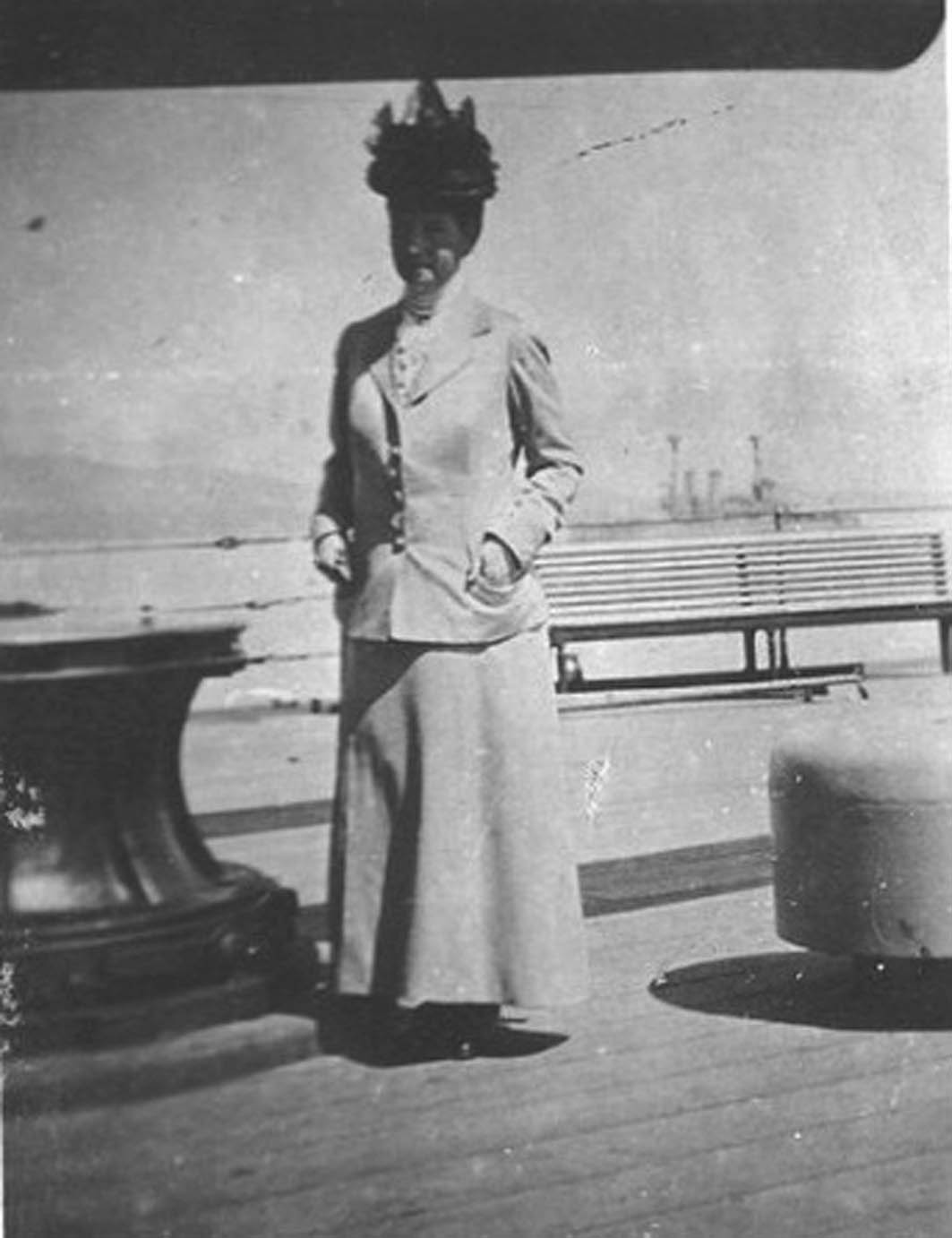
Імператриця-вдова Марія Федорівна (Ялта, 10 квітня 1919 р.)
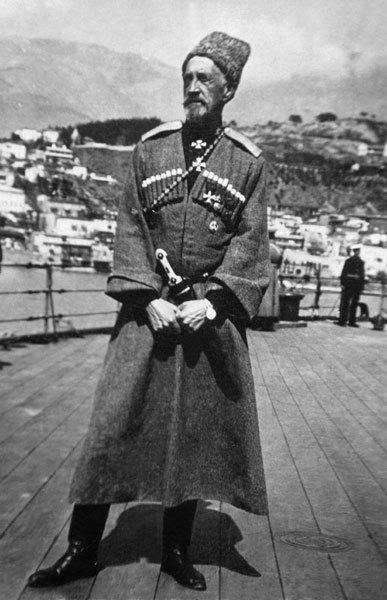
Микола Миколайович Молодший
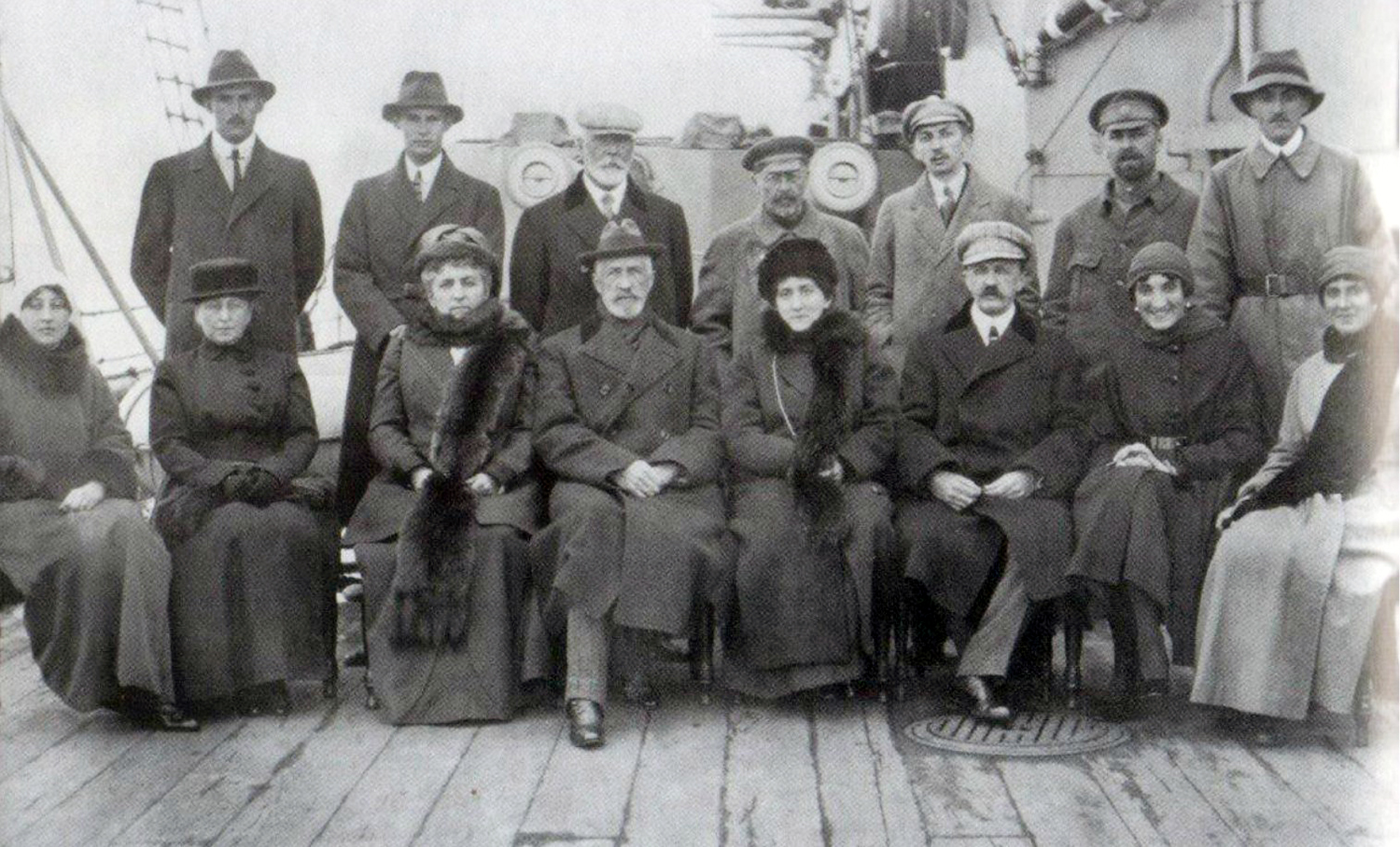
Микола Миколайович Молодший  із дружиною на «Мальборо»
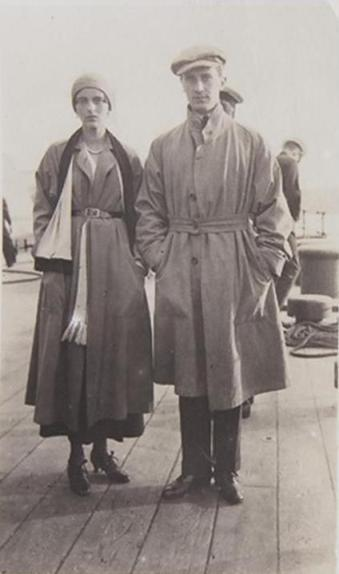
Фелікс Юсупов та Ірина Олександрівна
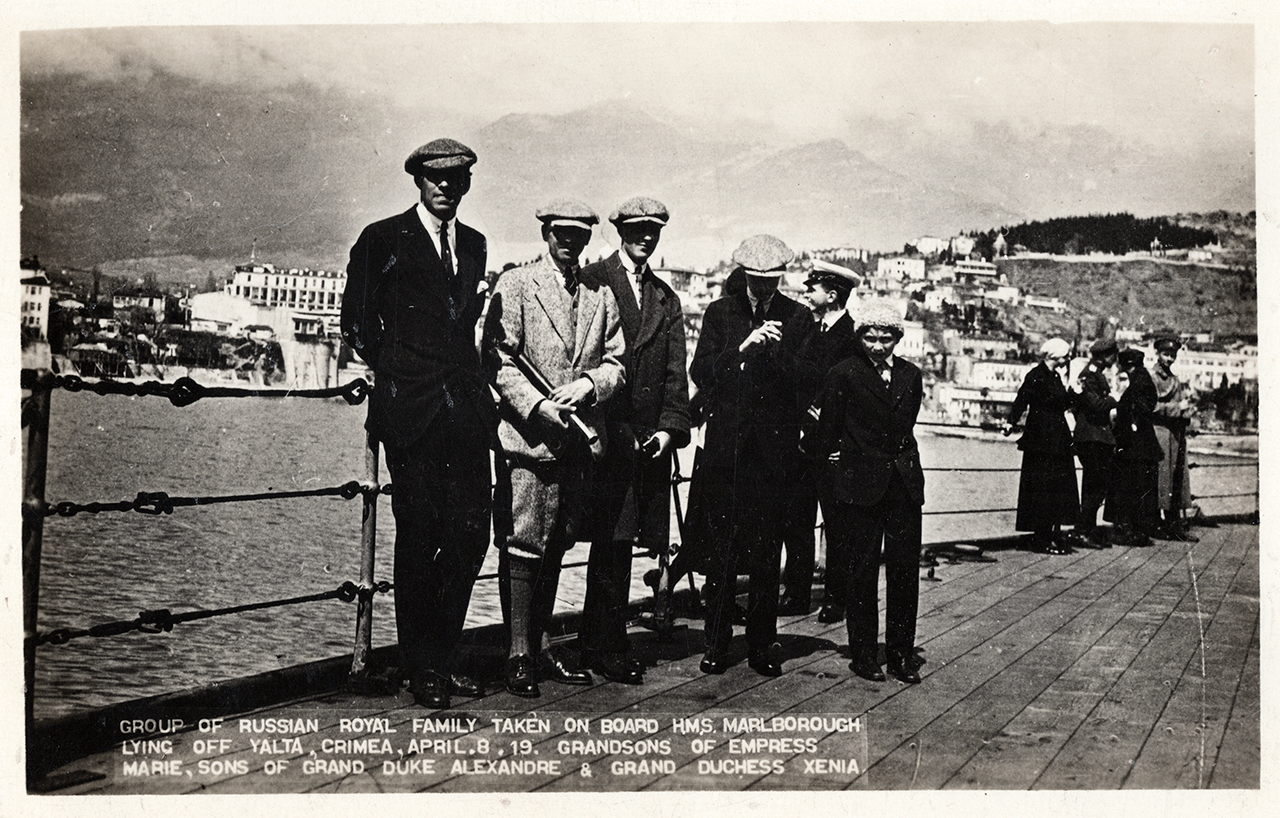
Сини Великої Княгині Ксенії Олександрівни
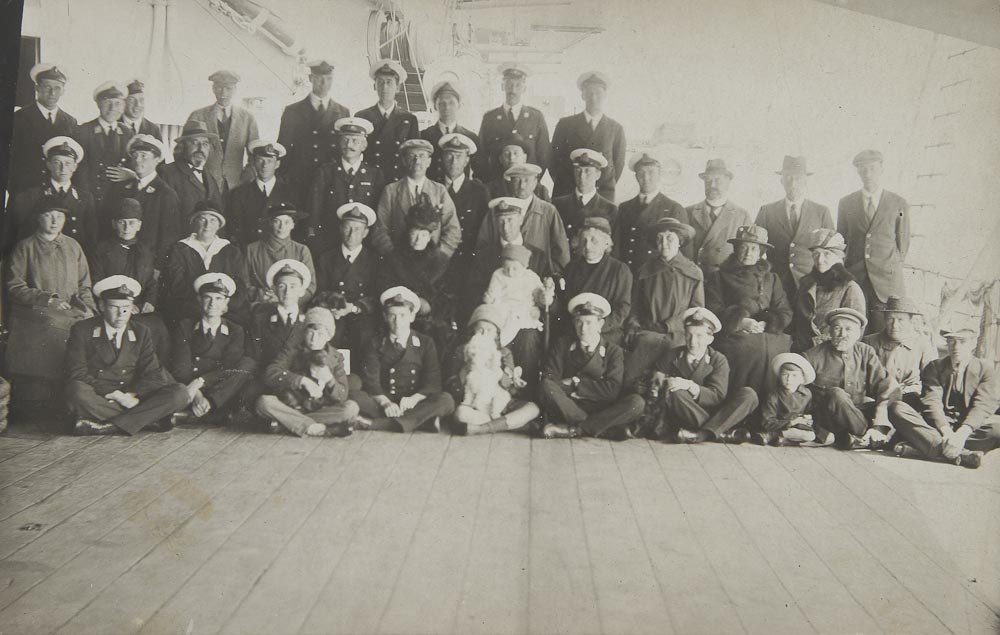
Імператриця-вдова з командою «Мальборо»

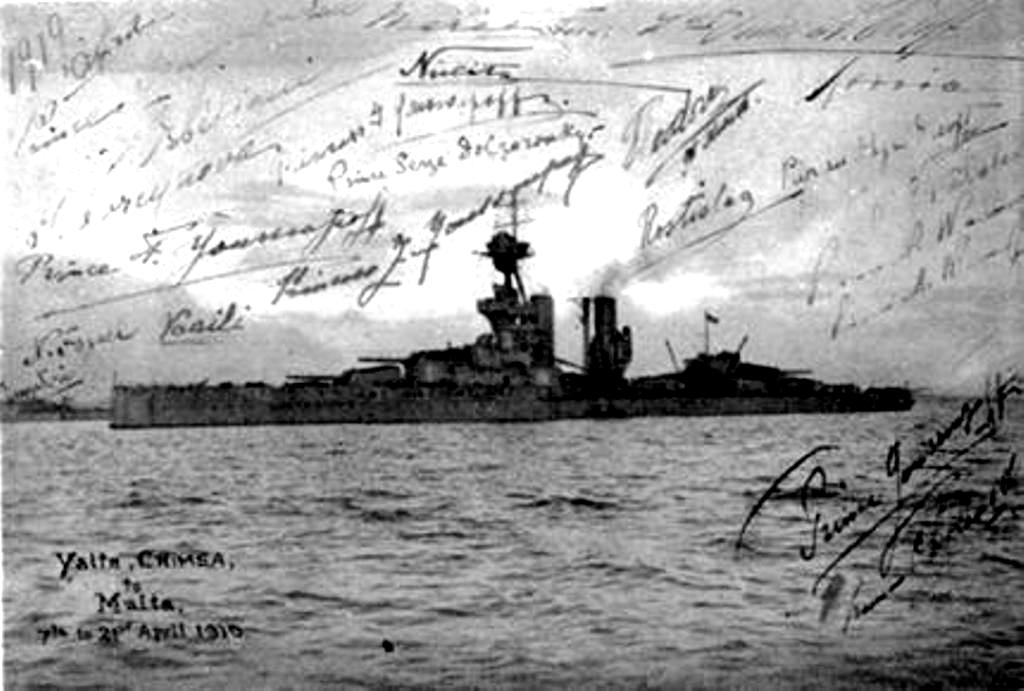
Фото лінкора HMS Marlborough з автографами учасників походу Ялта-Мальта 21 квітня 1919

8 квітня з палацу Дюльбер і 11 квітня з Ялти були евакуйовані Романови, що там знаходилися. На борту лінкора Крим залишили: імператриця-вдовства Марія Федорівна, великий князь Микола Миколайович Молодший з дружиною Анастасією Миколаївною, великий князь Петро Миколайович з дружиною Міліцею Миколаївною та дітьми Мариною Петрівною, Романом Петровичем, Надією Петрівною, князі імператорської крові Федір Олександрович, Микита Олександрович, Дмитро Олександрович, Ростислав Олександрович, Василь Олександрович, князі Юсупови Фелікс Феліксович-старший, Зінаїда Миколаївна, Фелікс Феліксович-молодший, Ірина Олександрівна та Ірина Феліксівна. Всього 80 осіб на «Мальборо», з них 44 члени родини Романових та вищої знаті, решта слуг. Всі вони через Константинополь (13-18 квітня) 20 квітня прибули на Мальту, звідки 29 квітня продовжили шлях до Англії на борту корабля «Лорд Нельсон».
Незважаючи на велику кількість охочих евакуюватися, Романовими та почетом лише на Мальборо було завантажено близько 200 тонн багажу, одяг, особисті речі, предмети розкоші з палаців Південного берега Криму.
Події з британської сторони відбито в мемуарах віце-адмірала сера Френсіса Прідхема, який був першим лейтенантом на дредноуті «Мальборо». Він описує останні виконання А капела Державного гімну Російської імперії на кримській землі перед імператрицею евакуйованими на іншому судні офіцерами, яке справило враження на англійську команду.

### Евакуація цивільних осіб
Відпливаючи з Константинополя, англійці, виходячи зі своїх інструкцій, вважали, що з Ялти доведеться вивозити десять-дванадцять осіб. Знайомство з ситуацією на місці показало, що тільки самі Романови та їхній особистий найближчий почет — це кілька десятків осіб, а загалом охочих евакуюватися тисячі. Французька Висока комісія погодилася раніше допомогти забезпечити судна, необхідні для евакуації, але саме в цей момент ухилилася, імовірно зіткнувшись із логістичною кризою в Севастополі та залишаючи британців відповідальними за евакуацію Ялти.
Зі спогадів Федора Юсупова про події тих днів: «Того ранку ми всі зібралися в Араксі відзначити день народження великої княгині Ксенії. Імператриця доручила мені віднести великому князю Миколі Миколайовичу листа, в якому повідомляла, що їде, і пропонувала йому та сім'ї їхати з нею також». Звістка про близький від'їзд імператриці та великого князя Миколи розлетілася зі швидкістю світла та викликала колосальну паніку. Люди просилися також поїхати. Але один військовий корабель не міг вмістити тисячі й тисячі громадян, які втекли від більшовицької кулі. Ми з Іриною піднялися на борт «Мальборо», де вже була імператриця з великою княгинею Ксенією та моїми шурами. Коли Ірина сказала бабці, що для евакуації людей нічого не зроблено і не робиться, її величність оголосила севастопольському союзному командуванню, що нікуди не поїде, доки хоч одна людина, з усіх тих, чиє життя в небезпеці, залишиться в Криму. Їй поступилися, і велика кількість союзних кораблів прибула до Ялти для евакуації біженців".
На Кавказ намагалися потрапити й дрібні частини Доброармії. Телеграма із фонду Сімферопольського Ревкому Кримського держархіву: «9 квітня. Військова. З Ялти до Катеринодару. Кубанські збори. Генералу Гришину-Алмазову. Телеграму одержав учора. Крапка. Зараз же приступив до виконання наказу. Крапка. Політична ситуація різко змінилася, змушений вивести весь загін із Криму, щоб зберегти життя. Крапка. У Ялті англійці взяли до рук евакуацію. Я з загоном як бойова одиниця йду останнім. Крапка. Якщо можливо, благаю почекати. Ротмістр Масловский».
Незадовго до того, як евакуацію з Ялти було закінчено, для транспортування до Севастополя британський шлюп завантажив приблизно чотириста осіб з Імператорської Гвардії, головним чином офіцерів, які зібралися в Ялті.
Кореспондентка газети «Известия» Зінаїда Ріхтер-Дурова писала: «У порту панує пожвавлення: димлять італійські, грецькі, французькі, англійські дредноути, російські пароплави з англійськими та французькими прапорами. То приходять, то йдуть… Човни невпинно перевозять із молу на пароплави пасажирів».
У спогадах Є. Клейнміхель: «…Із Севастополя були послані англійські пасажирські та військові судна та міноносці, і другого дня всі зібралися на молу в Ялті. Це була сумна картина, всі ці біженці, більшість із них хворі та старі і всі пригнічені горем покинути свою батьківщину, що сидять на мішках і пледах (скринях було заборонено брати) в очікуванні навантаження на пароплави. Нас спочатку повезли до Севастополя, говорячи, що там нам нададуть можливість, чи їхати на Кавказ чи закордон. Імператриця виконала до кінця свою обіцянку і погодилася на відхід Malborough, лише коли останній пароплав з біженцями був навантажений. Замість того, щоб ескадра ескортувала судно, на якому була Імператриця, це Вона, як Мати, прикривала відліт своїх дітей. У Севастополі нам оголосили, що на Кавказ їхати не можна, і, перевантаживши нас на інші судна, нас повезли до Константинополя та Принцевих островів на три дні і знову до Константинополя…».
Значна частка тих, хто виїжджав, склали сім'ї добровольців, але багато виявилося й інших втікачів.
Про соціальний склад біженців з Ялти говорить деталь, помічена очевидцем «… одна сім'я прибула в такому стані надзвичайної паніки, що після досягнення гавані вони вистрибнули зі свого легкового автомобіля і кинулися вниз на причал, залишивши двигун автомобіля, який все ще працює. На тому причалі було досить багато залишених автомобілів, щоб забезпечити принаймні по одному кожному офіцеру [лінкора на судні».

## Наслідки та оцінки
У квітні 1919 року основна військова, організаційна та агітаційна діяльність центрального Радянського уряду була спрямована на боротьбу з Колчаком. Тому південний напрямок делегувався РНК УРСР під керівництвом Християна Раковського. Досягнуте у певному сенсі випадково, революційним поривом мас, без наказу верховного командування, заняття Криму частинами Української радянської армії відносно малими силами, проте було великою перемогою Радянської влади. Глави Радянської держави Володимр Ленін, виступаючи на Червоній площі в Москві 1 травня 1919 року, сказав: «Здача Одеси та Криму показує, що англо-французькі солдати не бажають боротися проти Радянської Росії, і в цьому — запорука нашої перемоги… …Севастополь очищений від французьких загонів. Таким чином… сьогодні у звільненому Севастополі майорить червоний прапор пролетаріату, який святкує свій день визволення від імперіалістських банд».
Проте досягнуті на півдні перемоги вже у травні були девальвовані заколотом отамана Григор'єва, більшовики почали упускати українське село, зростала отаманщина. Відповідно порушувався зв'язок Криму із Центральною Росією. При цьому під контролем Добровольчої армії залишився Керченський острів. Тому становище Кримської соціалістичної радянської республіки було неміцне. Набрана відносно невелика Кримська радянська армія була кинута на Григор'єва. Десант ЗСПР призвів до краху кримської оборони червоних. Хоча більшовики закріпилися в Криму всього на 75 днів і змушені були влітку повторно відступити, наступна біла влада Денікіна і Врангеля вже не сприймалася як легітимно обрана населенням Криму і така, що представляла його інтереси.
Петро Бобровський пережив обидві Кримські евакуації, в 1919 як міністр крайового уряду і в 1920 як редактор газети «Южные ведомости». У мемуарах він їх порівнює, причому видно, що до 1920 року накопичилася безвихідь і байдужість: «У нашому вагоні були майже винятково військові та чиновники з сім'ями. Здебільшого це були люди, які давно втратили осілість, потрапили до Криму вже як біженці. Багато з них не раз проходили через „евакуації“. Я чув, як у розмовах цю евакуацію порівнювали з минулою, з позаминулою. Минулого року — острів Кіпр, Мальта, потім — Севастополь, Новоросійськ. Тепер попереду — Константинополь, можливо, Алжир. Чи не все одно, куди повезуть? Лише б потрапити на пароплав. А поки що треба поїсти та чайку попити, та от щоб не дуже тісно було сидіти».